# Dubrovniški tramvaj
Dubrovniški tramvaj je obratoval od leta 1910 do 1970. Vozil je na relaciji Pile – Gruž (ki v času zagona tramvaja še ni bila sestavni del Dubrovnika) in Pile – Lapad, ki je bila naknadno zgrajena leta 1928.

## Zgodovina

### Izgradnja
Z izgradnjo ozkotirne železnice Brod – Bosanski Brod – Doboj – Sarajevo in Sarajevo – Metković (Ploče), pa tudi železnice Gabela – Zelenika (z odcepom za Dubrovnik) je Dubrovnik pridobil na pomenu v takratni Avstro-Ogrski. Gradnja železnice je navdihnila tudi idejo o povezavi Gruža in Pile, saj je bil Gruž takrat pristanišče, a tudi predmestje mesta. Prvi predpogoj za uresničitev te ideje je bila gradnja in začetek obratovanja elektrarne v Dubrovniku 1. junija 1901. Že leta 1905 je bil ustanovljen Odbor za gradnjo električnega tramvaja. Gradnja je bila (za tisti čas) končana v rekordnem času 48 delovnih dni. Tirna širina je bila 760 mm. Od podjetja "Grazer Wagonen und Maschinenfabrik" iz Gradca so kupili pet motornih vagonov (s številkami od 1 do 5) in tri zaprte prikolice (s številkami 21, 22 in 23).
Sporazum med občino in Dubrovniško električno železnico (DEŽ) sta v imenu občine podpisala dr. Ivo Degiulli in dr. Mato Gracić, v imenu DEŽ pa predstavnika Luko Bona in Mato Šarić. Sporazum je 16. marca 1913 odobril občinski svet, dokument pa je 1. avgusta 1913 overil Dalmatinski regionalni odbor v Zadru.

### Obratovanje tramvaja
Promet je bil uveden 22. decembra 1910. Obstojali sta dve tramvajski progi: linija št. 1 od Pile do železniške postaje in linija št. 2 od Pile do Lapada (Hotel Kompas). Potniki so v motorne vagone vstopali na zadnji strani in izstopali na sprednjem peronu, v prikolico pa so vstopali z vseh strani.
Na predvečer prve svetovne vojne se je pojavila ideja o podaljšanju proge od Pile do Ploč. Za to so bila zagotovljena precejšnja sredstva, vendar ta ideja ni bila nikoli uresničena.
Zanimivost dubrovniškega tramvaja je, da je že od samega začetka prometa vozil tudi poštni vozni red, naročili pa so se lahko tudi posebne vožnje s tramvajem izven voznega reda.

### Konec obratovanja
Zaradi obrabe in odpovedi zavor se je 7. marca 1970 zgodila prometna nesreča, v kateri je tramvaj številka 5 iztiril. En potnik je umrl, štirinajst pa jih je bilo poškodovanih. Dva dni po nesreči je bil promet na progi Pile–Bolnica ustavljen, 20. marca istega leta pa je bil tramvajski promet v Dubrovniku popolnoma ustavljen.
Grupa vozov (št. 7) z odprto prikolico (št. 23) iz leta 1912 je zdaj na ogled v Tehničnem muzeju v Zagrebu. Restavrirana prikolica št. 25 je na ogled v Muzeju tramvajev v Gradcu, voz št. 1 pa je shranjen v skladišču v Borovljah. Voz št. 10 in dve prikolici (št. 27 in 28) se nahajajo v Komolcu pri Dubrovniku.